# Karl-Friedrich Dürr
Karl-Friedrich Dürr (* 18. April 1949 in Stuttgart) ist ein deutscher Opern- und Liedsänger (Bassbariton).

## Leben
Karl-Friedrich Dürr, der im Alter von 16 Jahren als Statist an der Staatsoper Stuttgart mitwirkte, absolvierte zunächst ein Universitätsstudium in Germanistik, das er mit der Promotion zum Dr. phil. abschloss. Anschließend war er für kurze Zeit als Lehrer an Gymnasien in Göppingen und Stuttgart-Bad Cannstatt tätig.

## Wirken
Schon früh nahm Dürr privaten Gesangsunterricht unter anderem bei Günther Reich. Seit 1980 ist er festes Ensemblemitglied des Staatstheaters Stuttgart. Dort debütierte der Künstler mit der Titelrolle in Wolfgang Rihms Jakob Lenz. In seiner langjährigen Zugehörigkeit zum  Stuttgarter Opernhaus sang Dürr das zentrale Repertoire des Bass-Baritons wie Leporello in Don Giovanni, Figaro, Klingsor in Parsifal, Faninal in Der Rosenkavalier, Vater in Hänsel und Gretel, Baculus in Der Wildschütz, Ruggiero in Die Jüdin, die Hauptpartien in Kreneks Diktator und Die Ehre der Nation. Ferner wirkte er bei den Uraufführungen von Henzes Die Englische Katze (in Schwetzingen) und Hans Zenders Don Quichotte mit.
Gastspiele führten den Sänger an die Bühnen von Düsseldorf, Bonn, München, Dresden, Paris, Triest, Paris, New York, St. Petersburg. Regionale Glanzpunkte sind seine Auftritte im Historischen Stadttheater Weißenhorn (z. B. Bastien und Bastienne; Die schwäbische Schöpfung – oder Adams und Evans Erschaffung und ihr Sündenfall), bei den Sommerspielen im Kloster Bebenhausen (z. B. Die erzwungene Ehe) oder bei den Opernfestspielen Heidenheim (z. B. Die Zauberflöte;  Der Freischütz).
1985 gehörte Dürr zum Ensemble der Inszenierung von Die Soldaten von Harry Kupfer, deren Aufnahme unter der Leitung von Bernhard Kontarsky 1992 den Deutschen Schallplattenpreis erhielt.
Seit 1991 konzertiert Dürr mit Brecht-Liedern von Dessau, Eisler und Weill sowie den Goethe-Liedern von Ferruccio Busoni. 1998 wurde er zum Kammersänger der Stuttgarter Staatsoper ernannt. 2016 erfolgte die Ernennung zum Ehrenmitglied der Stuttgarter Staatsoper.

## Schriften
- Opern nach literarischen Vorlagen. Shakespeares The merry wives of Windsor in den Vertonungen von Mosenthal-Nicolai: Die lustigen Weiber von Windsor und Boito-Verdi: Falstaff. Ein Beitrag zum Thema Gattungstransformation. Heinz, Stuttgart 1979. (= Stuttgarter Arbeiten zur Germanistik; 62)

## Diskografie

### CD
- Die Soldaten, Label: Teldec 1991
- Musik in oberschwäbischen Klöstern: Adams und Evas Erschaffung, Label: da music 1999
- Moses und Aron, Label: Naxos 2006

### DVD
- Satyagraha, Label: Arthaus Musik 1983
- Die Soldaten, Label: Zweitausendeins Edition 1990